# 돈키오테
돈키오테는 OBS 라디오에서 평일 오전 11시에 방송되는 경제 정보 프로그램이다.

## 역사
2019년 4월 1일 경기방송에서 첫방송을 시작해, 2020년 3월 27일 경기방송 폐국과 함께 잠정적으로 폐지됐다가, 2023년 3월 30일 OBS 라디오 개국과 함께 OBS 라디오의 프로그램으로 다시 부활했다.

## 역대 방송시간
| 방송 채널  | 방송 기간                          | 방송 시간                                                         | 제목     |
| ---------- | ---------------------------------- | ----------------------------------------------------------------- | -------- |
| 경기방송   | 2019년 4월 1일 ~ 2020년 3월 27일   | 평일 오전 11:30 ~ 낮 12:00                                        | 돈키오테 |
| OBS 라디오 | 2023년 3월 30일 ~ 2023년 8월 11일  | 평일 오후 5:00 ~ 저녁 6:30                                        | 돈키5테  |
| OBS 라디오 | 2023년 8월 14일 ~ 2024년 2월 18일  | 평일 오후 4:04 ~ 저녁 6:00, 주말 오후 4:30 ~ 저녁 6:00 (스페셜)   | 돈키오테 |
| OBS 라디오 | 2024년 2월 19일 ~ 2024년 12월 29일 | 평일 오전 10:04 ~ 낮 12:00, 주말 오전 10:00 ~ 오전 11:30 (스페셜) | 돈키오테 |
| OBS 라디오 | 2024년 12월 30일 ~ 2025년 4월 20일 | 평일 오전 10:04 ~ 낮 12:00, 주말 오전 10:00 ~ 낮 12:00 (스페셜)   | 돈키오테 |
| OBS 라디오 | 2025년 4월 21일 ~ 현재             | 평일 오전 11:00 ~ 낮 12:00, 주말 오전 11:00 ~ 낮 12:00 (스페셜)   | 돈키오테 |

## 역대 진행자

### 경기방송
- 2019년 4월 1일 ~ 2020년 3월 27일 : 최미근

### OBS 라디오
- 2023년 3월 30일 ~ 2025년 4월 20일 : 주혜경 (OBS 라디오 아나운서, 전 경기방송 아나운서)
- 2025년 4월 21일 ~ 현재 : 최지해 (OBS경인TV 아나운서)